# Филимоновская (Вологодская область)
Филимоновская — деревня в Тарногском районе Вологодской области.
Входит в состав Спасского сельского поселения, с точки зрения административно-территориального деления — в Верхнеспасский сельсовет.
Расстояние по автодороге до районного центра Тарногского Городка — 19 км, до центра муниципального образования Никифоровской — 2 км. Ближайшие населённые пункты — Лыгинская, Нижнепаунинская, Якурино.
По переписи 2002 года население — 69 человек (32 мужчины, 37 женщин). Всё население — русские.